# Ernst Kröll
Ernst Kröll (* 8. November 1948 in Saalfelden am Steinernen Meer) ist ehemaliger österreichischer Skispringer.

## Werdegang
Erste Erfolge sammelte Kröll mit Bronze bei der Junioren-Europameisterschaft sowie mit dem Start bei der Vierschanzentournee 1967/68. Nachdem er in Garmisch-Partenkirchen auf einen enttäuschenden 64. Platz sprang, überraschte er in Innsbruck auf der Bergiselschanze mit dem 12. Platz. Nach Platz 20 in Bischofshofen landete er in der Gesamtwertung auf Rang 18. Nachdem er bei der Vierschanzentournee 1968/69 und der Vierschanzentournee 1969/70 die Gesamtränge 21 und 33 erreicht hatte, startete er bei der Nordischen Skiweltmeisterschaft 1970 in Vysoké Tatry, deren Skisprungwettbewerbe auf der MS 1970 A und MS 1970B in Štrbské Pleso stehen. Von der Großschanze verpasste er dabei nur um gut zwei Punkte eine Medaille und wurde am Ende Vierter. Am Ostermontag 1970 gewann Kröll das Springen auf der Großschanze Lachtal.
Im Winter 1972 verletzte sich Kröll beim freien alpenin Schilauf auf der Piste an den Wirbeln. Nach einem Start bei der Skiflug-Weltmeisterschaft 1972 erreichte er seine persönliche Höchstweite von 149 m (Weltrekord damals 164 m). Aufgrund von Zwistigkeiten mit der damaligen Führung (Trainer und Sportchef) beendete Kröll die Karriere und widmete sich der beruflichen Laufbahn. Besuch des Abendgymnasiums.
Kröll begann sich nach dem Ende seiner aktiven Karriere als Funktionär in Salzburg zu engagieren. Von 1995 bis 2011 fungierte er als Vizepräsident des Salzburger Landesschiberbandes. Bei der in diesem Jahr abgehaltenen Wahl zum Präsidenten kam Kröll nicht zum Zug.

## Erfolge

### Vierschanzentournee-Platzierungen
| Saison  | Platz | Punkte |
| ------- | ----- | ------ |
| 1967/68 | 18.   | 760,5  |
| 1968/69 | 21.   | 758,5  |
| 1969/70 | 33.   | 781,8  |
| 1970/71 | 33.   | 790,6  |
| 1971/72 | 44.   | 792,6  |

## Rekorde
1970 stellte Kröll auf der Hans-Walland-Großschanze in Murau mit 107 Metern einen neuen Schanzenrekord auf, der drei Jahre Bestand hatte.

## Privates
Kröll begann 1968 mit der Polizeigrundausbildung in Innsbruck, wechselte 1971 zur Gendarmerie in Salzburg und trat am 1. September 1971 seinen Dienst bei der Gendarmerie auf dem Posten Saalfelden an. Im darauffolgenden Jahr bekam er eine Position in der Verkehrsabteilung im Landesgendarmeriekommando Salzburg. Von 1976 bis 1978 absolvierte er den Offizierslehrgang in Mödling. Danach wechselte Kröll ins Gendarmerieabteilungskommando Zell am See. Von 1980 bis 1993 stand er dem Kommando als Kommandant vor. Nebenbei was er von 1982 bis 1992 beim Gendarmerieeinsatzkommando „Cobra“ zugeteilt (mitverantwortlich für Körperausbildung, Seiltechnik und Personenschutz). Kröll wurde innerhalb der Gendarmerie auch zum Bergführer und Flugretter ausgebildet. 1993 kam er zurück nach Salzburg und erhielt am 1. April 1994 seine Berufung zum zweiten Stellvertreter. Am 1. Juli 1995 wurde Ernst Kröll zum Landesgendarmeriekommandanten von Salzburg ernannt. Nach dem Zusammenlegen von Gendarmerie und Polizei trug er ab Juli 2005 den Titel des Landespolizeikommandanten für Salzburg und war für ca. 1600 Beamte verantwortlich. 2012 ging Kröll als Polizeigeneral in Pension.